# スズの兵隊

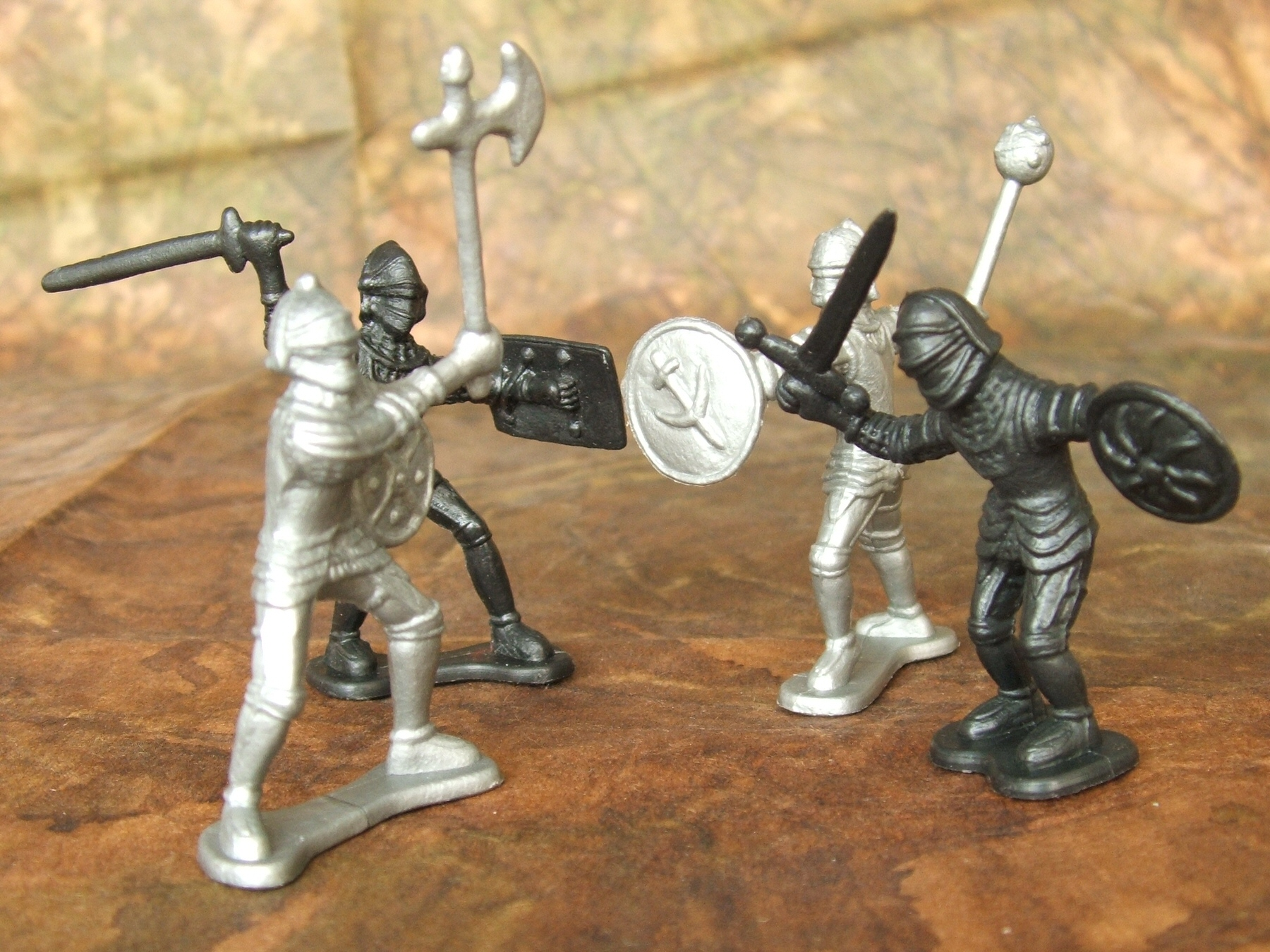
スズの兵隊

スズの兵隊（スズのへいたい、tin soldier）、またはブリキの兵隊や鉛の兵隊（Lead soldier）は、19世紀から20世紀前半にかけて、ヨーロッパの男の子たちになじみであったミニチュアのおもちゃの兵隊。現在では収集対象のおもちゃともなっている。元々は、溶かした金属（ホワイトメタル、古くは主にスズと鉛の低融点合金）を型に流し込んで、鋳造して製作されているもので、自分で制服や装備品に好みの色をつけることで、プロイセンの軍隊にも、フランスの兵士にもなる。騎馬兵、歩兵など、1人、あるいは3人とセットになっている場合もあり、それらを集めて部屋に配置し、アウステルリッツの会戦などを再現することも出来る。これを軍事教練に使い、後に遊戯としたのが「ミニチュアゲーム」である。後年には、他の金属やプラスティックでも製作されるようになった。女の子には、これの代替としてドールハウスが与えられた。

## 関連作品
- デンマークの童話作家・詩人のハンス・クリスチャン・アンデルセンは『しっかり者のスズの兵隊』を書いた（1838年刊。デンマーク語原題：『Den Standhaftige Tinsoldat』、英語翻訳題：『The Steadfast Tin Soldier』）。

- イギリスのロック・バンド、スモール・フェイセスは1967年に「ティン・ソルジャー」という楽曲を発表した。

- 日本の童謡、「おもちゃのチャチャチャ」（野坂昭如作詞、吉岡治補作詞、越部信義作曲）では鉛の兵隊としている。